# Rocq
Rocq (früher "Coq") ist eine freie Software zum maschinengestützten Beweisen mathematischer Aussagen.

## Übersicht
In Rocq formuliert man Datentypdefinitionen und ausführbare Programmteile sowie mathematische Aussagen und Beweise. Die getroffenen Aussagen beziehen sich gewöhnlich auf die definierten Funktionen. Rocq überprüft die formale Richtigkeit von Beweisen mithilfe seines auch sonst benutzten Typprüfers.
Weiterhin unterstützt Rocq die Suche nach Beweisen und erlaubt es, aus einer formalen Programmspezifikation samt Implementation und Korrektheitsbeweis beispielsweise ein ML-Programm zu extrahieren. Hierbei werden nichtübersetzbare Typinformationen ignoriert. Aus (zwangsläufig konstruktiven) Beweisen von Existenzaussagen lässt sich ebenfalls Zielcode generieren.
Rocq verwendet den Kalkül der induktiven Konstruktion, eine Form des Konstruktionskalküls. Rocq ist kein vollautomatisches Beweissystem, kennt aber einige Beweistaktiken und Entscheidungsfindungsprozeduren.

## Entwicklung
Rocq wird in Frankreich im Projekt TypiCal (früher LogiCal) entwickelt, einem Gemeinschaftsprojekt von INRIA (Gérard Huet, Christine Paulin-Mohring und Thierry Coquand), École polytechnique, Universität Paris-Süd und CNRS. Eine weitere Arbeitsgruppe bestand an der ENS Lyon. Teamleiter ist Benjamin Werner.
Rocq wird in Objective CAML entwickelt, einer (im Wesentlichen) funktionalen Programmiersprache.
2013 erhielt Coq den Programming Languages Software Award von ACM SIGPLAN.

## Name
Das französische Wort Coq bedeutet Gockel oder Hahn und steht in der französischen Tradition, wissenschaftliche Entwicklungswerkzeuge nach Tieren zu benennen. Außerdem erinnert es an Thierry Coquand, der gemeinsam mit Gérard Huet den Konstruktionskalkül entwickelte.
Am 11. Oktober 2023 gab das Entwicklerteam bekannt, dass Coq zu The Rocq Prover umbenannt werden wird, und begann mit der Aktualisierung des Codes, der Website und zugeordneten Werkzeugen.
Anfang 2025 erschien die erste Version unter dem neuen Namen.
Der Name „The Rocq Prover“ ehrt INRIA Rocquencourt, den ursprünglichen Ort, an dem die Software entwickelt wurde. Er spielt auch auf den mythologischen Vogel Roch an, welcher Stärke symbolisiert und einem Hahn nicht ganz unähnlich ist.

## Vier-Farben-Satz
Georges Gonthier (von Microsoft Research, in Cambridge, England) und Benjamin Werner (von INRIA) erzeugten mit Hilfe von Coq einen überschaubaren Beweis des Vier-Farben-Satzes, der 2005 fertiggestellt wurde.
Als Nebenergebnis dieser Arbeit entstand eine Erweiterung für Coq namens ssreflect („small scale reflection“). Trotz des Namens sind die meisten Features der Erweiterung allgemein verwendbar, also nicht nur für reflexive Beweise. Die aktuelle Version ssreflect 1.2 ist freie Software (Lizenz CeCILL) und kompatibel zu Coq 8.2.

## Satz von Feit-Thompson
Der Satz von Feit-Thompson sagt aus, dass jede endliche Gruppe ungerader Ordnung auflösbar ist. Er wurde 1963 von Walter Feit und John Griggs Thompson bewiesen.
Georges Gonthier gelang mit Kollegen nach sechsjähriger Arbeit 2012 die Verifikation des Beweises mit Coq.